# ساق السوسن

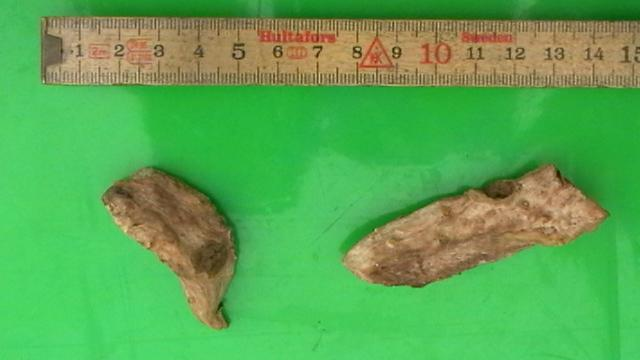
ساق جذرية للسوسن جافة

ساق السَّوْسن (الاسم العلمي: rhizoma iridis) ساق جذرية جافة، زكية الرائحة لبعض أنواع السوسن، وتستخدم لإعطاء العطور رائحة البنفسج. لكن الزيت الفواح المستخرج من ساق السوسن لم يعد يستخدم على نطاق واسع بسبب ثمنه الباهظ، غير أن له بدائل تُوفر صناعياً. ولكن ما تزال بعض المقادير الضئيلة منه تُستخدم في بعض العطور الغالية. ويأتي ساق السوسن من ثلاثة أنواع هي : سوسن اسمانجوني وسوسن جرماني وسوسن شاحب. وتزرع هذه الأنواع قرب فيرونا وفلورنسا في إيطاليا، وفي جراس في فرنسا. وتستخرج السوق الجذرية في الصيف وتجفف تحت أشعة الشمس. وهي تعطي مادة شمعية تحتوي على زيت له رائحة البنفسج يستخدم في العطور.